# 新兴街道 (营口市)
新兴街道，是中华人民共和国辽宁省营口市站前区下辖的一个乡镇级行政单位。

## 行政区划
新兴街道下辖以下地区：
新兴社区、曙光社区、三征社区和银珠社区。